# Maurizio Giammarco
Maurizio Giammarco  (* 7. Oktober 1952 in Pavia)  ist ein italienischer Jazz-Saxophonist, Komponist und Arrangeur.

## Leben und Wirken
Giammarco wuchs in Rom auf und lernte mit 14 Jahren Saxophon. Um 1970 begann er seine Karriere, als er mit Musiker der italienischen Jazzszene wie Giorgio Gaslini, Giancarlo Schiaffini, Enrico Pieranunzi, Aldo Romano und Mario Schiano arbeitete. 1976 gründete er eine erste eigene Formation, arbeitete in den folgenden Jahren u. a. mit Umberto Fiorentino, Enzo Pietropaoli, Danilo Rea und Stefano Sabatini sowie mit den damals viel in Italien tourenden Chet Baker und Phil Woods (Phil on Etna bzw. Embraceable You). Vor allem in den 1980er Jahren war er zudem im Fusionbereich mit seiner Gruppe Lingomania unterwegs, zu der Flavio Boltro, Umberto Fiorentino, Furio Di Castri und Roberto Gatto gehörten. Mit diesem Quintett legte er mehrere Alben mit eigenen Kompositionen vor; 2017 wurde Lingomania wiederbelebt (Album Lingosphere auf Abeat Records). Im Laufe seiner Karriere arbeitete Giammarco mit vielen italienischen und internationalen Musikern wie Billy Cobham, Lester Bowie, Enrico Pieranunzi, Paolo Fresu, Enrico Rava, Gavino Murgia, Giovanni Tommaso, Miroslav Vitouš, Aldo Romano, Steve Lacy, Danny Gottlieb und Tom Harrell.
In den 1980er Jahren arbeitete Giammarco auch als Begleitmusiker mit Popmusikern wie Mina, Mia Martini, Fiorella Mannoia, Riccardo Cocciante, Antonello Venditti und Francesco De Gregori. Später wurde er Leiter des Ensembles Megatones und spielte im Trio Tricycles mit John Arnold und Dario Deidda. Von 2005 bis 2010 dirigierte Giammarco das Parco della Musica Jazz Orchestra, die Big Band des Auditoriums von Rom, in mehr als 100 Konzerten in Italien und im Ausland. Dabei kam es auch zur Zusammenarbeit mit internationalen Jazzstars wie Kenny Wheeler, Uri Caine oder Michel Portal. Seine Diskographie umfasst über 150 Titel, viele davon als Leader.
Von 2000 bis 2006 hat Giammaroco das Termoli Jazz Podium Festival geleitet. Weiterhin komponierte er für den Film. Er ist Autor eines Buchs über Sonny Rollins (1996). Derzeit unterrichtet er an der Jazz-Universität Siena und an der Musikschule Saint Louis in Rom.

## Diskographie (Auswahl)
- Maurizio Giammarco / Andrea Centazzo: Davanti ed oltre la soglia (RCA 1974)
- Hornitology (Gala, 1988, mit Danilo Rea, Marc Johnson, Peter Erskine)
- Seven Plus Eight (Night Bird, 1999)
- Live at the Big Mama, Rome (Soul Note 2001, mit Daniel Humair, Dave Liebman und Furio Di Castri)
- Orchestra Jazz del Mediterraneo, Maurizio Giammarco The Bach Open Project: Vie di Fuga (Anaglyphos Records 2012)
- Maurizio Giammarco Halfplugged Syncotribe: Only Human (PDM Records 2020, mit  Luca Mannutza, Paolo Zouk, Matteo Bortone, Enrico Morello)
- Maurizio Giammarco Rumours: Past Present (PDM Records 2022, mit Fulvio Sigurtà, Riccardo Del Fra, Ferenc Nemeth)